# Aldabra

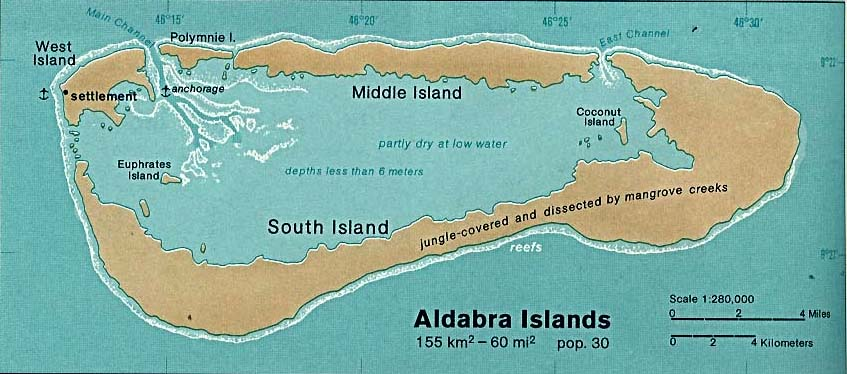
Kaart

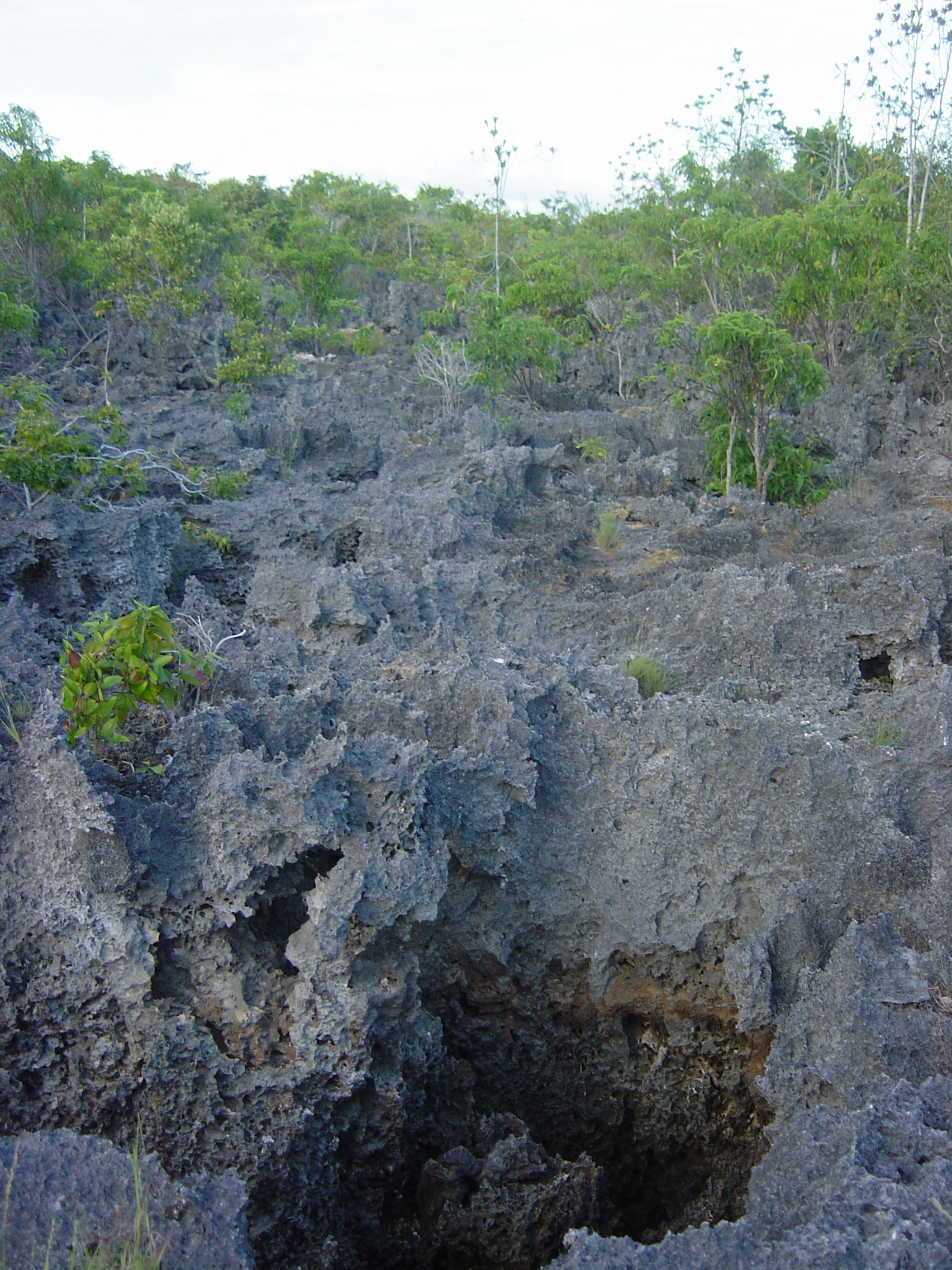
Kalksteenformatie met bomen en struikgewas op Aldabra

Aldabra is een atol van de Seychellen gelegen in de Indische Oceaan. Aldabra ligt in de Straat van Mozambique, ongeveer 400 km ten noordwesten van Madagaskar en 680 km ten oosten van het Oost-Afrikaanse vasteland. Het is het grootste opgeheven atol ter wereld en op twee na grootste (gewone) atol ter wereld. Alleen de atollen Kwajalein en Rangiroa zijn groter.

## Geschiedenis
Het eiland was voor de periode waarin de Portugezen het eiland op zeekaarten vermeldden, al bekend bij Arabische zeevaarders die het eiland Al-Hadra of Al-Khadra noemden. Onder deze namen vermeldden de Portugezen het eiland. In 1511 werd het eiland door hen bezocht. In de achttiende eeuw werd het eiland onderdeel van het Franse koloniaal gebied rond Réunion. Men ondernam jachtexpedities naar Aldabra om reuzenschildpadden te vangen. Verder was het eiland voor kolonisten van geen belang omdat er geen zoet water te vinden was. In 1810 tijdens de Napoleontische tijd, werd het eiland, samen met Mauritius, Réunion en andere eilanden van de Seychellen door Groot-Brittannië in bezit genomen. In 1814 werd Réunion aan Frankrijk terug gegeven, maar Aldabra bleef samen met Brits-Mauritius Brits koloniaal bezit. In 1888 werd in het noordwesten van het eiland (West Island) een nederzetting gebouwd vanwaaruit de natuurlijke hulpbronnen (voornamelijk reuzenschildpadden) werden geëxploiteerd.
Op 8 november 1965 werd het atol, net als de Desroches en Farquhar eilanden opgenomen in het toen gevormde Brits Indische Oceaanterritorium. Op 26 juni 1976 verkregen de eilanden als Republiek der Seychellen hun onafhankelijkheid binnen het Britse Gemenebest.

## Geografie
Het gesteente op Aldabra is samengesteld uit koraalriffen gevormd in het Kwartair. Dit kalksteen is twee kilometer dik en stijgt tot acht meter boven (huidig) zeeniveau. Daarom wordt dit een opgeheven atol genoemd. Het kalksteen ligt op een vulkaan die onder de waterspiegel ligt en die 4000 tot 4500 hoog van de zeebodem oprijst. Tijdens het laatste interglaciaal, 140.000 tot 120.000 jaar geleden, lag het koraalrif dat het eiland vormde, volledig onder de zeespiegel. De zeespiegel lag toen tien meter hoger dan tegenwoordig. Toen de laatste IJstijd op zijn maximum was, bereikte het eiland, door daling van het zeeniveau, zijn maximale hoogte boven de zeespiegel. Het eiland had toen een landoppervlakte van 400 km² en lag 120 meter boven de zeespiegel. Aan het einde van deze IJstijd steeg het zeeniveau weer. Ongeveer 5000 jaar geleden brak de zee op vier plaatsen door en werd de huidige lagune gevormd.
Het eiland is (nu) 34 kilometer lang en 13 kilometer breed. De opnieuw gevormde lagune heeft een oppervlakte van is 196 km². Ongeveer twee derde van de lagune ligt tijdens laagtij droog. Het landoppervlak van het atol is 155 km². Op drie plaatsen zijn er openingen naar zee. De gemiddelde diepte van de lagune is 5 meter, maar in de geulen waardoor het zeewater naar binnen kan stromen is het tot 20 meter diep.
Op het eiland zijn kliffen van kalksteen tot 8 meter hoog. Verder liggen er zandduinen en verspreid grillige kalksteenformaties die ontstonden door het dalen en stijgen van de zeespiegel waarbij de koraalriffen boven water kwamen en door het geweld van golven, wind en zand erodeerden en hun huidige vormen kregen.

## Flora en fauna
In 1976 is het atol in zijn geheel tot natuurreservaat uitgeroepen en sinds 1982 staat het op de Werelderfgoedlijst. Het atol is onbewoond; wel zijn er altijd enkele wetenschappers op het atol om onderzoek te doen.
In 2017 verscheen een rapport van de IUCN dat merendeels zeer positief was over de biodiversiteit en de kwaliteit van de natuurwaarden op het eiland. Het verwijderen van geiten en exotische plantensoorten startte na 2012 en was succesvol. Het verwijderen van ratten en verwilderde katten is nog niet helemaal gelukt. Probleem is mogelijk klimaatverandering en vervuiling met onder andere plastic op de stranden. Verder werd bericht dat het eiland tot de meest ongerepte natuurgebieden van de wereld behoort.
Er  komen 176 plantensoorten voor waarvan 20% endemisch voor de Seychellen. 's Werelds grootste populatie reuzenschildpadden  (Aldabrachelys gigantea) komt voor op het eiland. De populatie is de afgelopen 15 jaar stabiel in aantal en wordt geschat op 152.000 individuen. De stranden van het eiland zijn een belangrijke broedplaats voor twee bedreigde soorten zeeschildpadden, de soepschildpad  (Chelonia mydas) en de karetschildpad (Eretmochelys imbricata). Verder zijn er endemische soorten reptielen zoals de gekko Hemidactylus mercatoriuset en een ondersoort van de seychellendaggekko (Phelsuma abbotti).
Het eiland herbergt kolonies van zeevogels zoals de roodstaartkeerkringvogel (Phaethon rubricauda), witstaartkeerkringvogel (P. lepturus), kleine (Fregata ariel) en grote fregatvogel (Fregata minor), roodpootgent (Sula sula) en zwartnekstern  (Sterna sumatrana). Het is de enige plek in de Indische Oceaan met een kleine kolonie van de reuzenstern  (Hydroprogne caspia). De bedreigde madagaskarralreiger (Ardeola idae) broedt er en er is een kolonie van de rode flamingo (Phoenicopterus ruber). Deze flamingo komt verder alleen voor in het Caraïbisch gebied. Het eiland is ook belangrijk voor steltlopers op doortrek of plaats om te overwinteren zoals voor de krabplevier (Dromas ardeola).
Er zijn drie uitgesproken landvogelsoorten die endemisch zijn voor het eiland: de witkeelral (Dryolimnas cuvieri), de voor uitsterven gevoelige aldabradrongo (Dicrurus aldabranus) en de met uitsterven bedreigde aldabrawever  (Foudia aldabrana). Het gevaar van hybridiseren met de madagaskarwever (F. madagascariensis) is geweken, dankzij succesvol bestrijden van de madagaskarwever op het eiland.

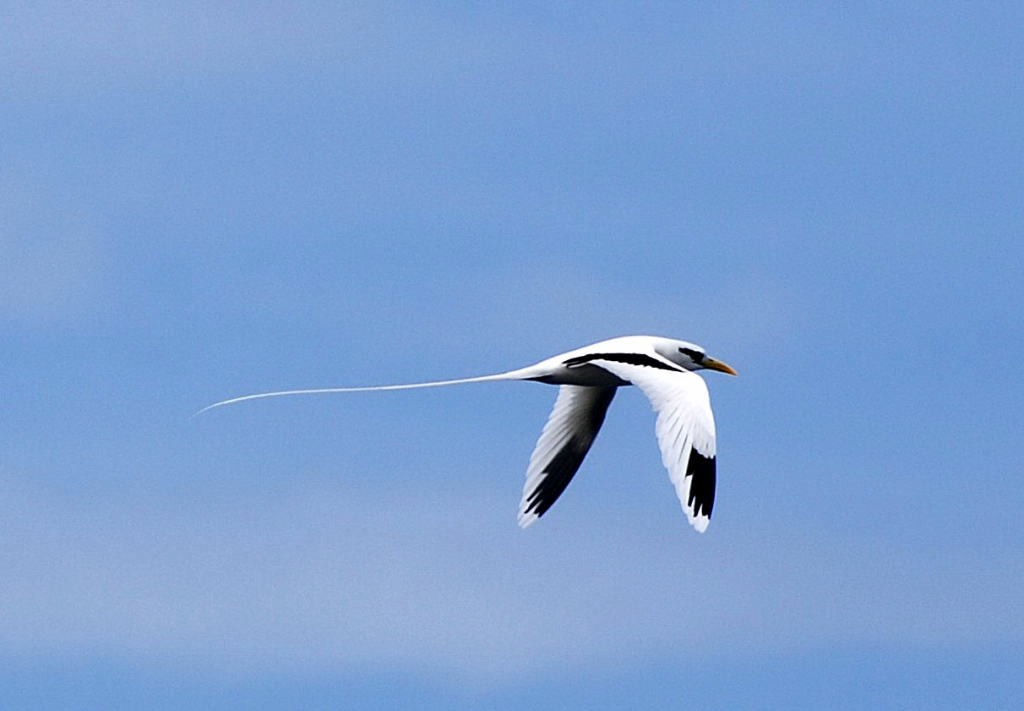
Witstaartkeerkringvogel
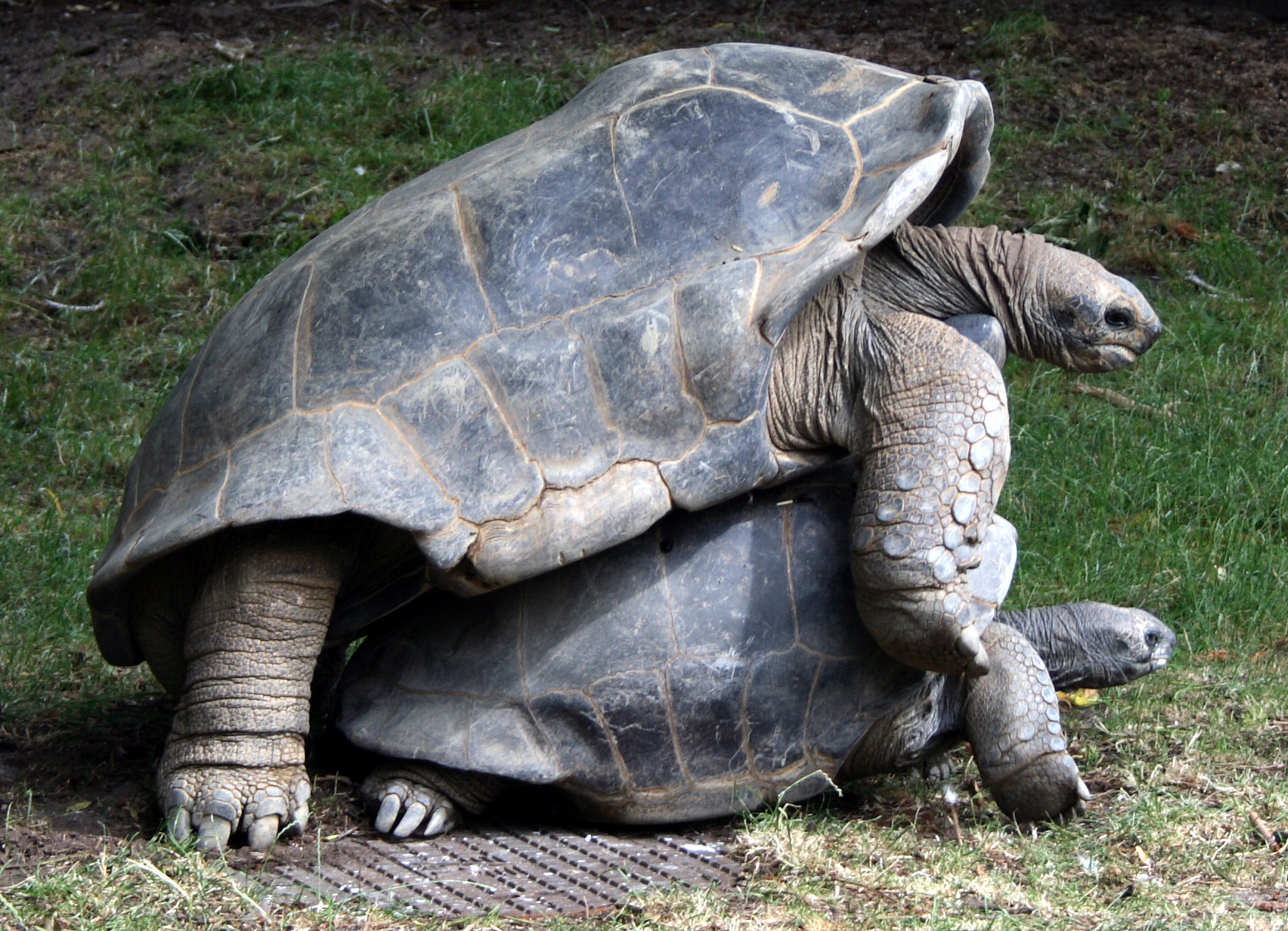
Parende seycehllenreuzenschildpadden
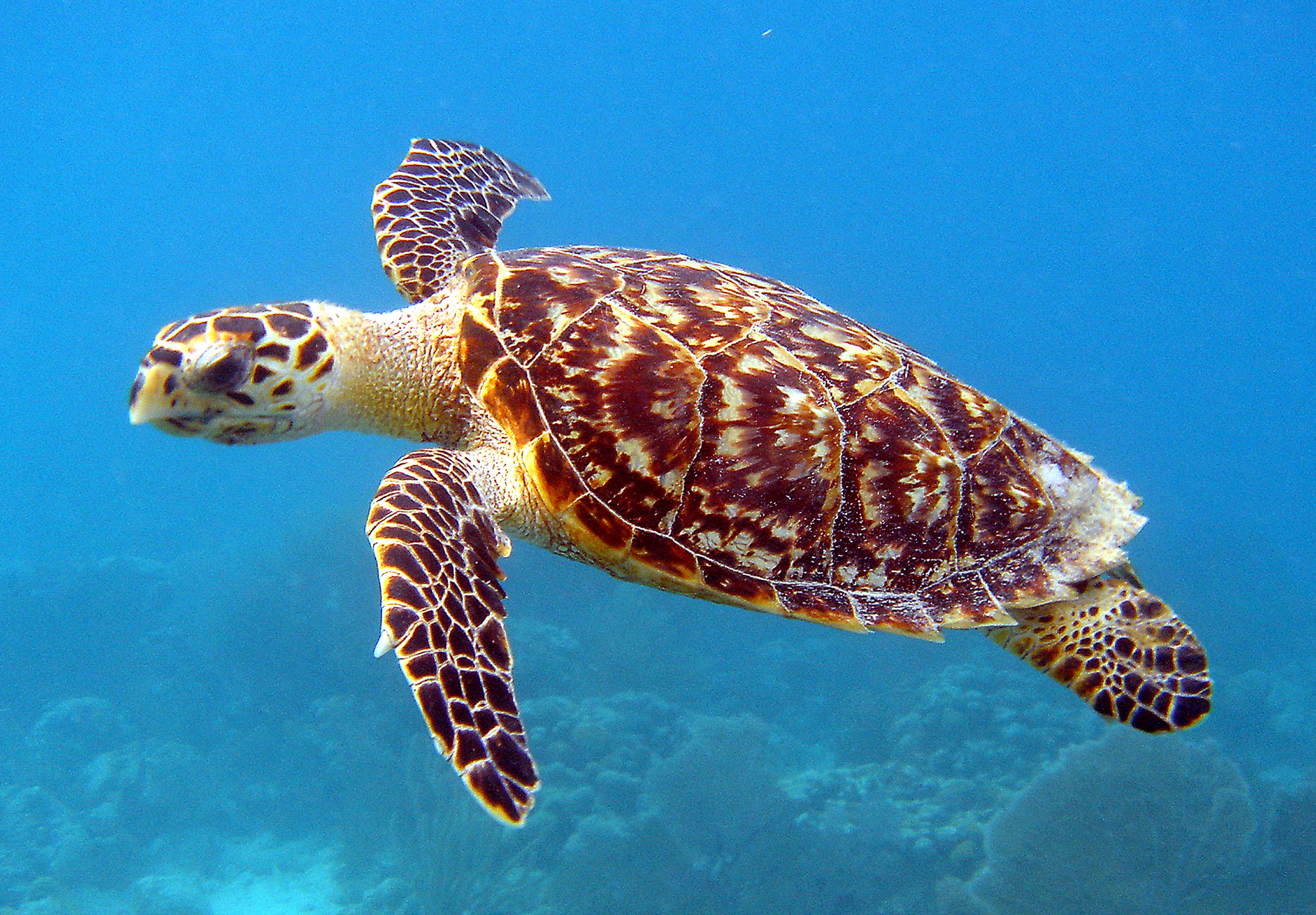
Karetzeeschildpad

- Système universitaire de documentation: 128501618
- Virtual International Authority File: 315136692